# Jaciments romans a Sant Joan Despí

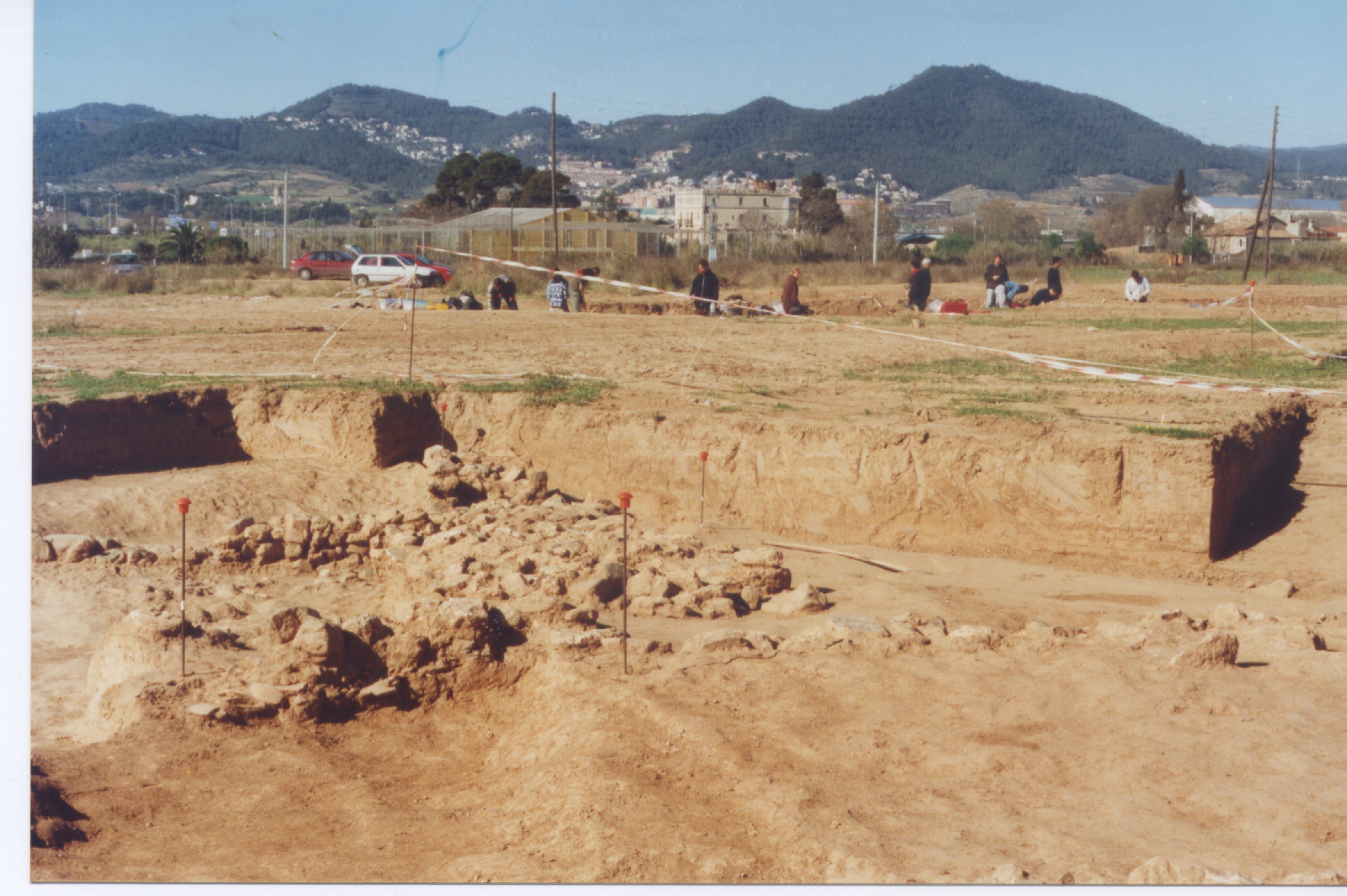
Excavacions arqueològiques a Les Begudes, actual zona esportiva del FC Barcelona (Sant Joan Despí, 2001).

En l'època romana, entre els segles I a. de C. i IV d. de C., Sant Joan Despí rebia el nom de Vico Micià (Vico, paraula llatina per anomenar una casa, i Micià, en referència a una important família romana de patricis de Bàrcino).
De les vil·les romanes al voltant de l'església, es van recuperar objectes en quatre jaciments romans ben diferenciats:
- Pla del Vent: diversos fragments de terrissa romana, en uns antics terrenys de conreu.
- Ermita de la Mare de Déu del Bon Viatge: el jaciment es localitza al centre urbà de Sant Joan Despí, entre els carrers del Bon Viatge i del Torrent d'en Negre. Les excavacions d'urgència efectuades de l'abril al juliol de l'any 1985 per Francesc Cuesta i Xavier Ramada van posar al descobert una vil·la romana, sota els estrats moderns i medievals. Les estructures i el material exhumat avalen l'existència d'una important explotació agrícola -de la qual també tenim indicis de la part urbana o senyorívola-, en funcionament almenys des del segle I (probablement abans) fins al V d. de C., situada estratègicament al costat del riu i en el mateix camí romà. Aquesta vil·la voreja un dels dos ramals que configuraven la Via Augusta.
- Carrer del Ferrocarril:[2] entre el final del carrer Ferrocarril i el carrer Cases i la trinxera oberta per la via del tren, a la sortida de l'estació de Sant Joan Despí, es pot observar a la superfície la presència d'un paviment in situ d'opus signinum (d'un metre d'ample per cinc de llargada, aproximadament). Conté abundant material ceràmic i sembla que forma part d'una vil·la romana, independent de la localitzada a l'ermita del Bon Viatge, la qual es podria situar cronològicament entre els segles I-IV d. de C.
- Les Begudes:[2] el jaciment va ser descobert per Llibert Piera l'any 1985, el qual va recollir ceràmica romana a la superfície. L'any 2001, amb motiu del projecte de construcció de la Ciutat Esportiva del Futbol Club Barcelona, es va dur a terme una campanya de sondeig que va informar de les restes d'una vil·la romana, un forn de calç i altres estructures adjacents (un mur de morter, tres habitacions que daten del segle I a. de C., tres sitges, acumulació de teules romanes, paviments, llars, etc.). La localització de totes aquestes restes sembla indicar l'existència d'una vil·la romana formada per la pars rústica i la pars urbana, amb la probable existència d'unes termes representades per un possible tubulus i un gran dipòsit amb un contrafort intern.